# جام خیریه انگلستان ۱۹۹۲
 جام خیریه انگلستان ۱۹۹۲ ، ۷۰امین رقابت سالانه مابین قهرمانان لیگ برتر انگلستان و جام حذفی فوتبال انگلستان است. 
این مسابقه در تاریخ ۹ آگوست ۱۹۹۲ مابین تیم‌های لیدز یونایتد و لیورپول در ورزشگاه ومبلی لندن برگزار شده‌است. 
تیم لیدز یونایتد در این مسابقه توانست با نتیجه چهار بر سه به پیروزی برسد.

## جزئیات مسابقه
| لیدز یونایتد                     | ۴ – ۳ | لیورپول                                        |
| -------------------------------- | ----- | ---------------------------------------------- |
| کانتونا ۲۶' ۷۷' ۸۷' · دوریگو ۴۳' |       | راش ۳۴' · ساندرز ۶۵' · استراچان ۸۹' (گل‌به‌خودی) |